# 주금산
주금산(鑄錦山)은 대한민국 경기도 포천시, 가평군, 남양주시에 걸쳐 있는 높이 813m의 산이다. 비단산으로도 불리며 주위에는 서리산, 천마산, 철마산, 축령산 등이 둘러 서 있다. 경기 육괴의 선캄브리아기 경기변성암복합체 호상 편마암으로 구성된다.

## 같이 보기
- 한국의 산
- 가평군의 지질
- 포천시의 지질
- 경기 지괴